# Wereldkampioenschappen streetskateboarden 2021
De Wereldkampioenschappen streetskateboarden 2021 vonden plaats van 30 mei tot 6 juni 2021 te Rome en werden georganiseerd door World Skate. Wereldkampioen bij de heren werd de Japanse skateboarder Yuto Horigome en bij de vrouwen zijn landgenote Aori Nishimura.

## Uitslagen
| Heren  | Heren          | Heren | Heren |
| Plaats | Atleet         | Score |       |
| ------ | -------------- | ----- | ----- |
| Goud   | Yuto Horigome  | 36,75 |       |
| Zilver | Nyjah Huston   | 35,75 |       |
| Brons  | Sora Shirai    | 34,58 |       |
| 4      | Jagger Eaton   | 34,36 |       |
| 5      | Kelvin Hoefler | 33,71 |       |
| 6      | Matt Berger    | 32,15 |       |
| 7      | Jake Ilardi    | 30,12 |       |
| 8      | Mickey Papa    | 24,29 |       |

| Dames  | Dames          | Dames | Dames |
| Plaats | Atleet         | Score |       |
| ------ | -------------- | ----- | ----- |
| Goud   | Aori Nishimura | 14,73 |       |
| Zilver | Momiji Nishiya | 14,17 |       |
| Brons  | Rayssa Leal    | 13,47 |       |
| 4      | Pamela Rosa    | 13,44 |       |
| 5      | Leticia Bufoni | 13,36 |       |
| 6      | Funa Nakayama  | 11,94 |       |
| 7      | Mariah Duran   | 11,64 |       |
| 8      | Roos Zwetsloot | DNS   |       |